# Наньчанський метрополітен
Наньчанський метрополітен (кит.: 南昌地铁) — система ліній метро в місті Наньчан, Цзянсі, КНР.

## Історія
Будівництво метрополітену почалося 29 липня 2009 року. Всі станції Лінії 1 відкрилися 26 грудня 2015 році. Початкова ділянка Лінії 2 з 17 станцій відкрилася 18 серпня 2017 року, ще 11 станцій були відкриті наприкінці червня 2019 року.

## Лінії
Всі станції в місті підземні, побудовані зі платформними розсувними дверима.
| №       | Дата відкриття | Останнє продовження | Кількість станцій | Кінцеві станції                | Довжина в км |
| ------- | -------------- | ------------------- | ----------------- | ------------------------------ | ------------ |
| Лінія 1 | 26 грудня 2015 | —                   | 24                | «Shuanggang»—"Yaohu Lake West" | 28,7         |
| Лінія 2 | 18 серпня 2017 | 30 червня 2019      | 28                | «Nanlu»—"Xinjia'an"            | 31,5         |

## Розвиток
- Лінія 3 (блакитна) — будується 22 станції та 26,5 км планують відкрити у 2020 році.
- У середньостроковій перспективі планується побудувати ще дві нові лінії.

## Галерея

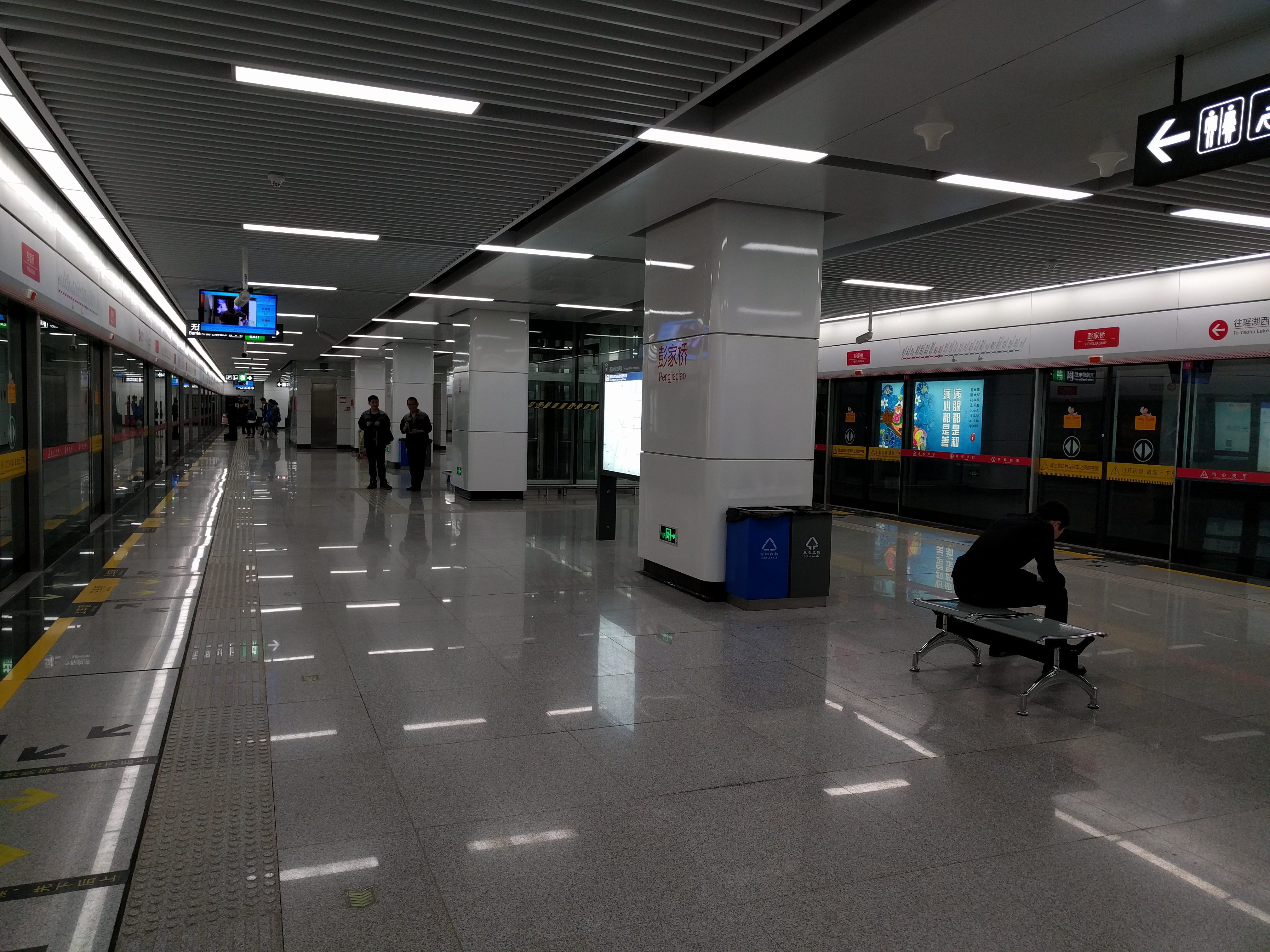
Станція Pengjiaqiao
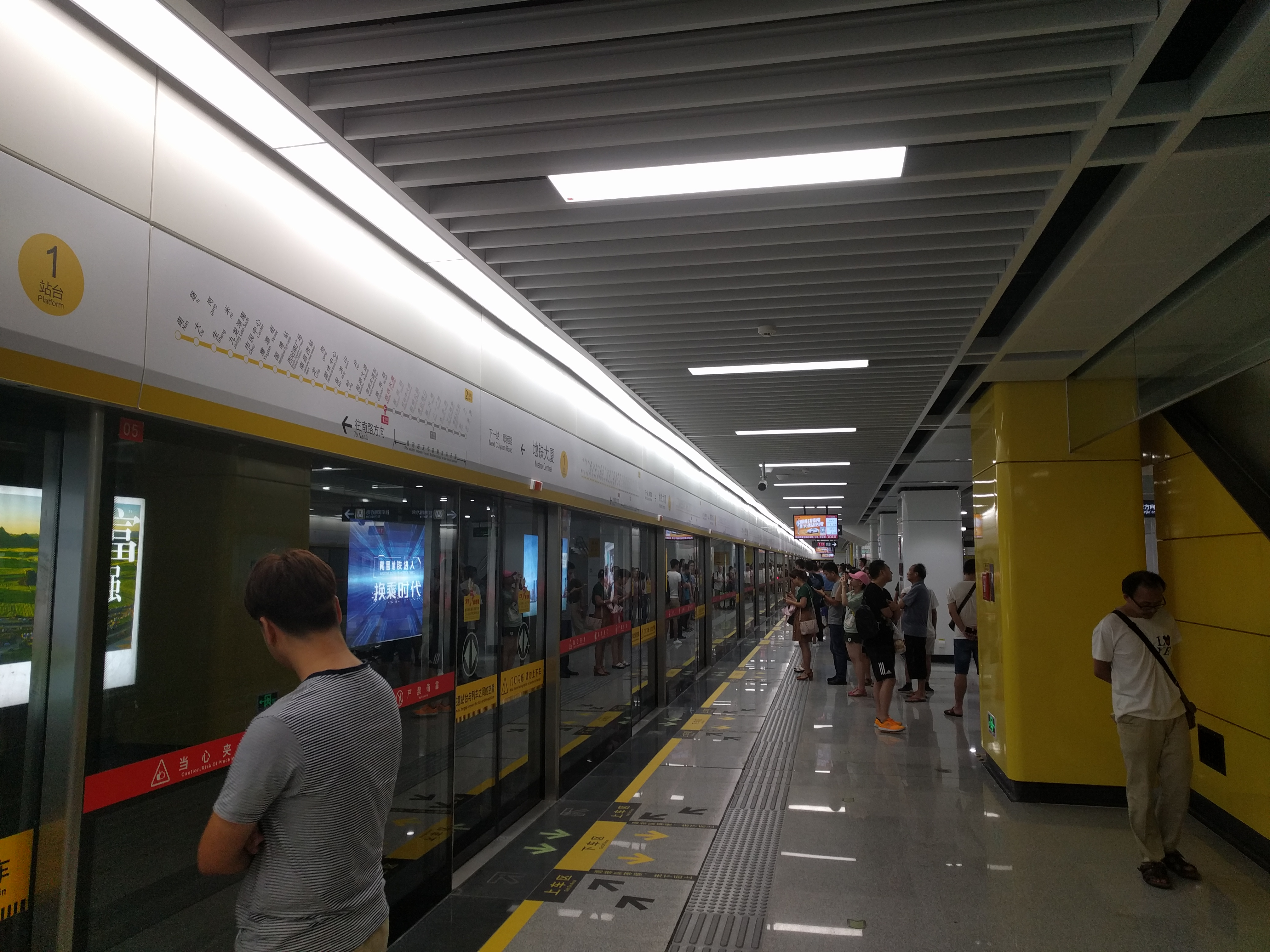
Станція Central
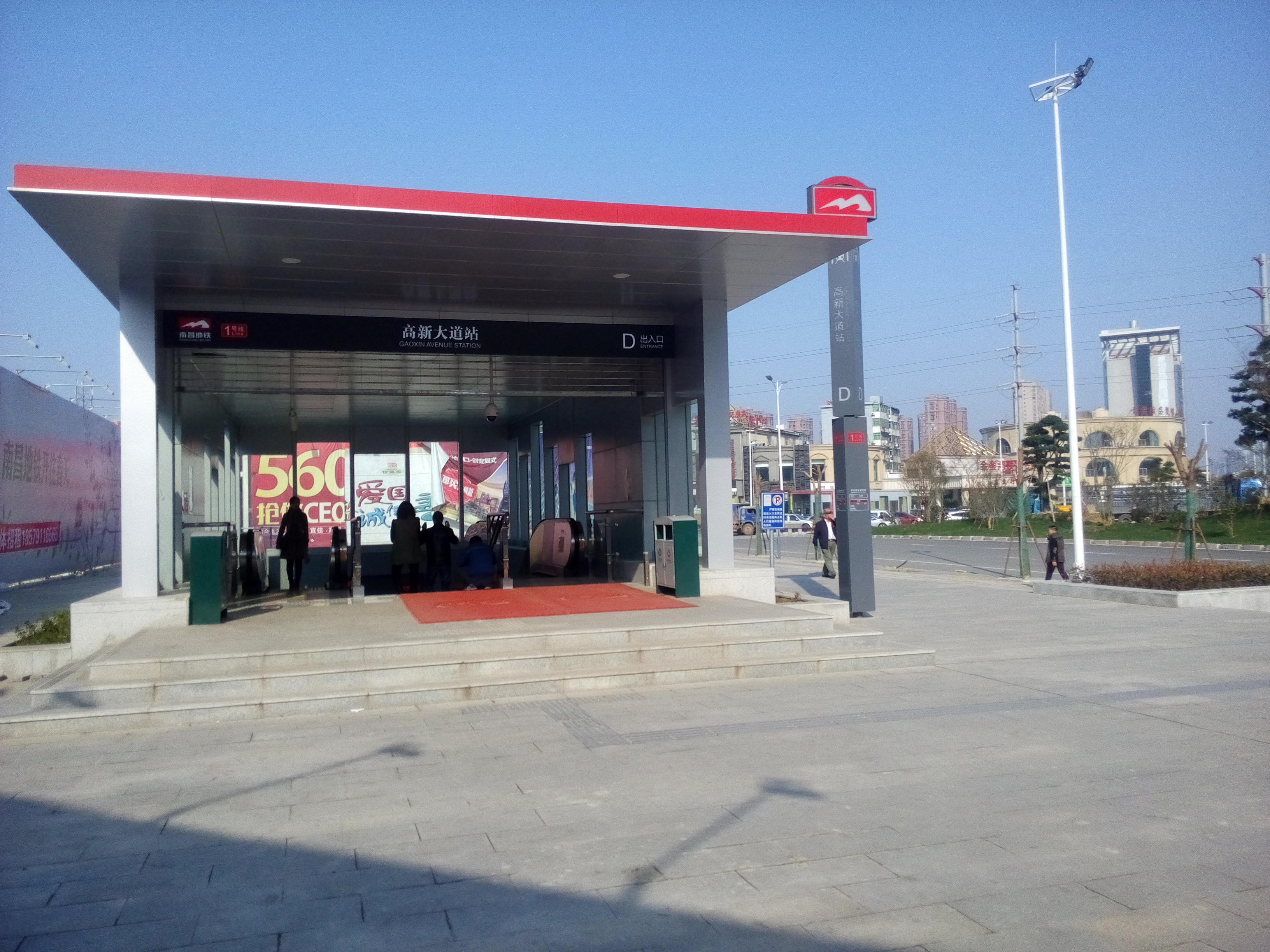
Вихід зі станції Gaoxin Avenue
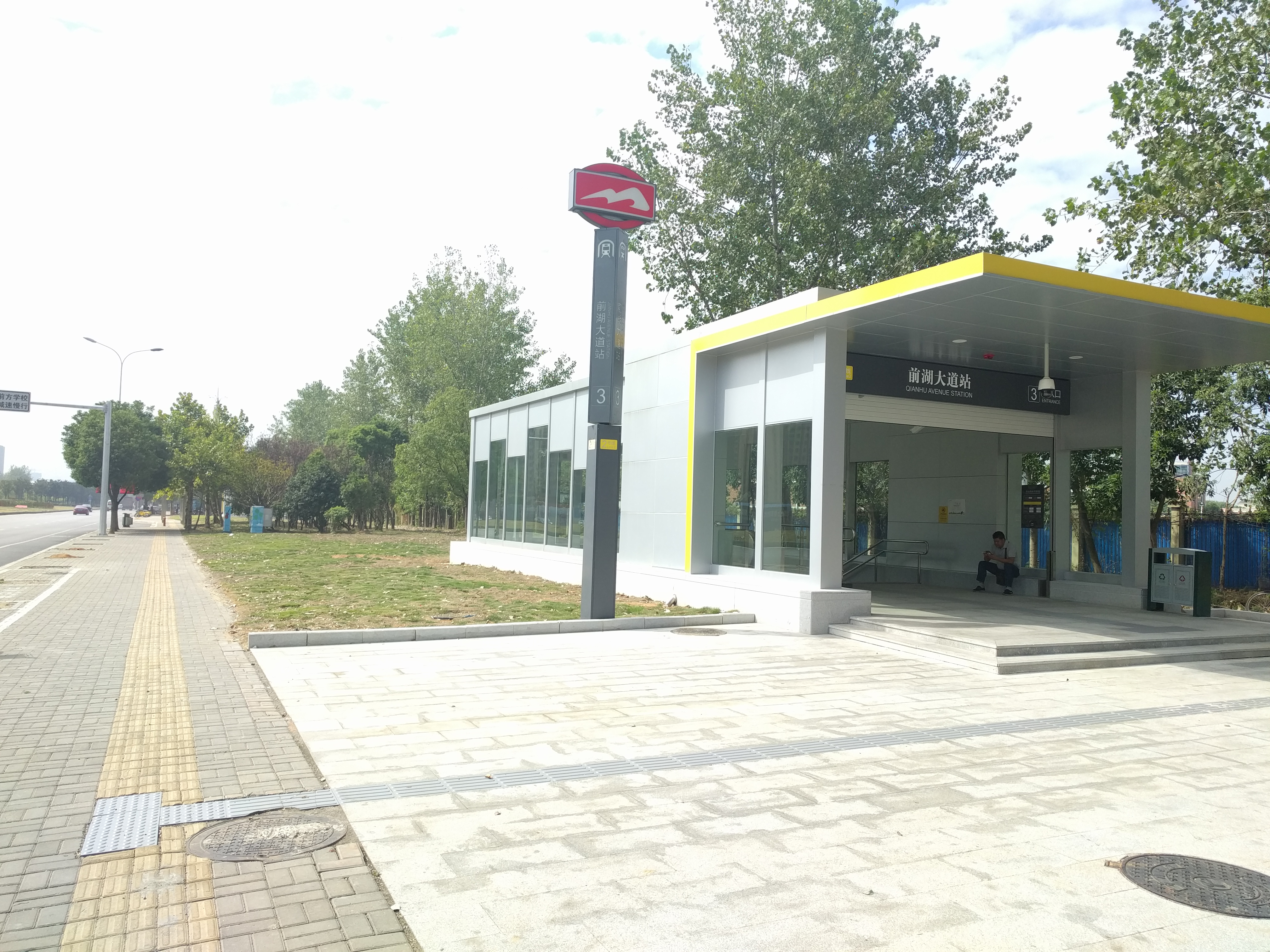
Вихід зі станції Qianhu Avenue
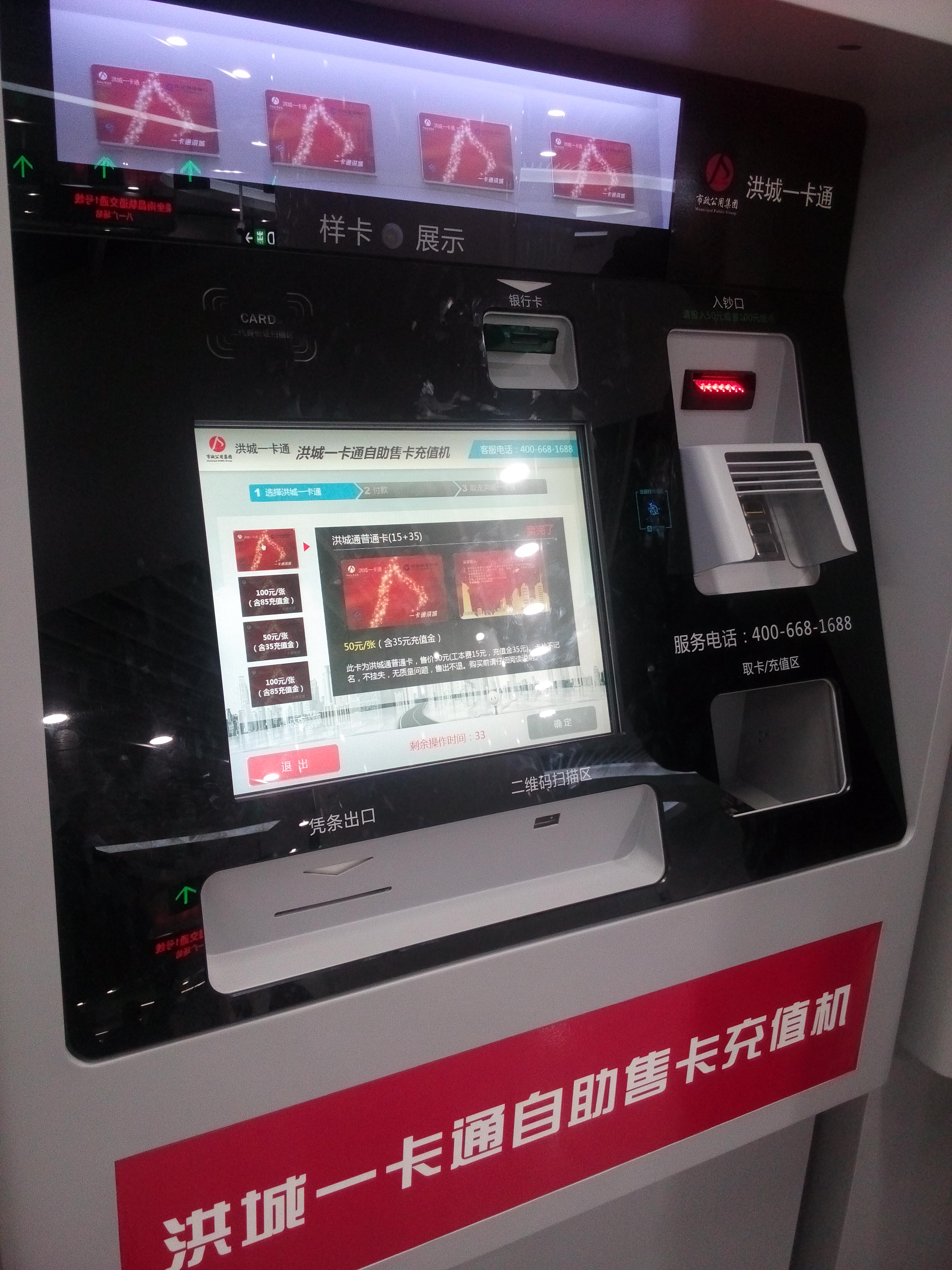
Квитковий автомат на станції Bayi Square
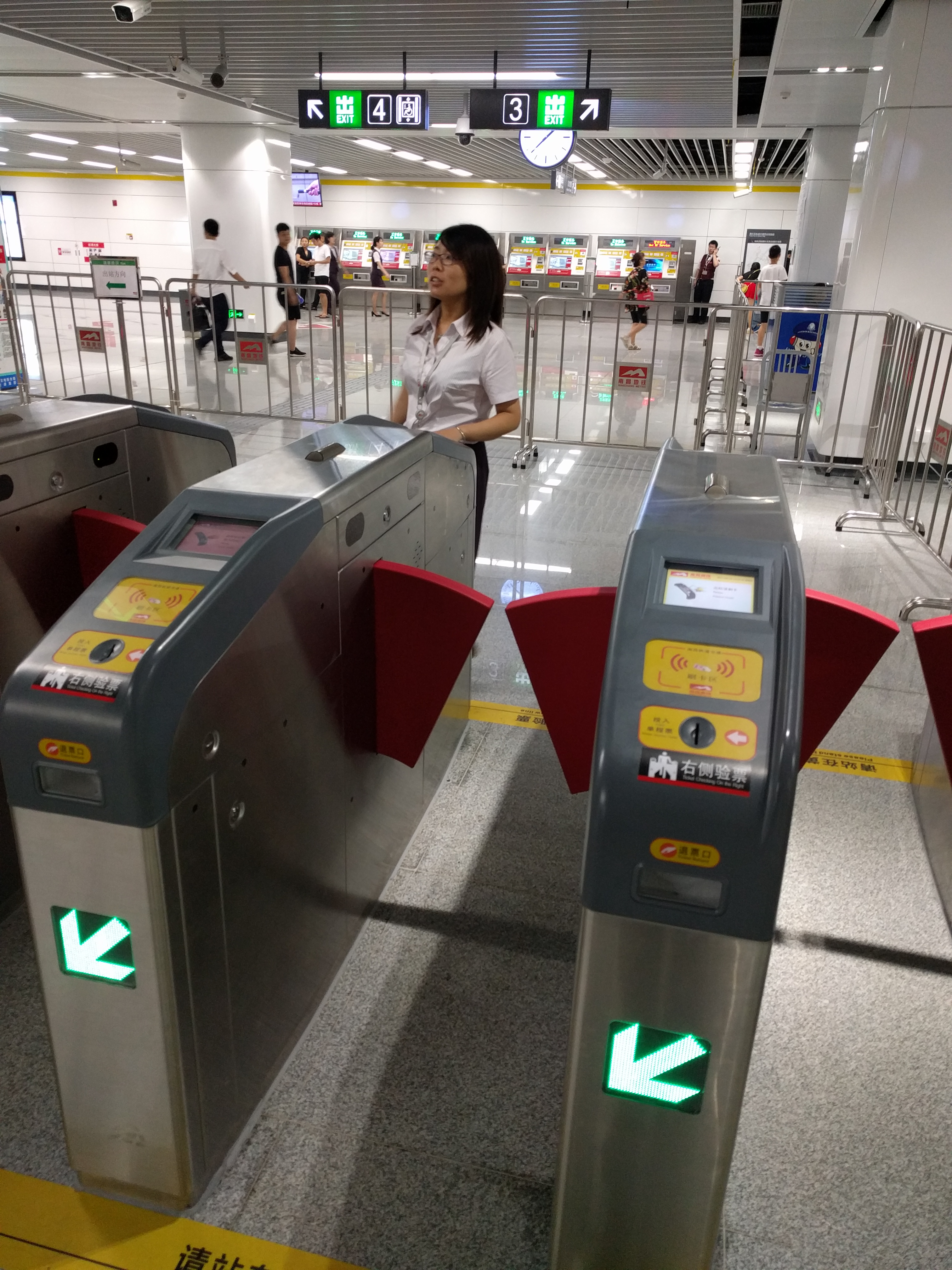
Турнікети на станції Jiulong Lake South
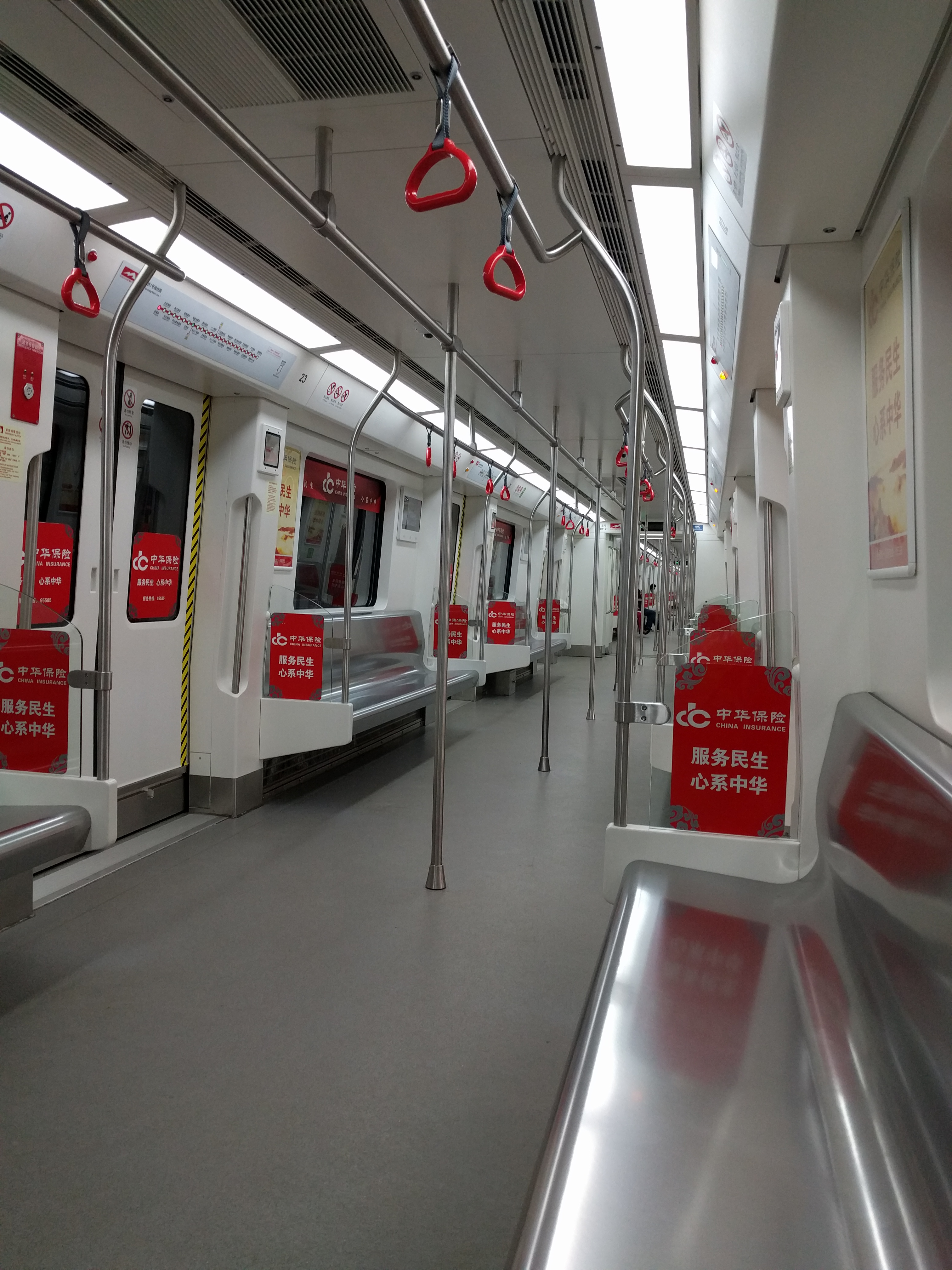
Всередині вагона, Лінія 1